# Näsuvere
Näsuvere – niezamieszkana wieś w Estonii, w prowincji Järva, w gminie Türi.